# Superchería (EP)
Superchería (EP) es el primer trabajo de estudio de la banda de rock Superchería. Fue grabado en 2007 en los estudios Cóclea, y mezclado y masterizado en los estudios Melopea por Mario Sobrino. La producción del EP estuvo a cargo de la misma banda.
Originalmente, el disco fue editado con 4 canciones. Luego, para su versión digital, se agregaría "Como evitar", tema que quedó afuera de la primera edición. 
Fue lanzado el 1 de junio de 2008, de manera independiente.

## Lista de canciones
Todas las canciones fueron escritas por Superchería.
1. "Árbol" - 4:26
2. "Se pintaba" - 3:30
3. "Se va lejos" - 2:40
4. "La oveja" - 3:12
5. "Como evitar" - 2:59

## Músicos
- Pira Bastourre - Voz, guitarras.
- Joaquín Álvarez - Guitarras, voz.
- Damián Poliak - Bajo, voz.
- Julián Ferela - Batería, percusión, voz.